# Нові Обличчя
«Нові Обличчя» — українська ліберальна політична партія, діяльність якої здебільшого зосереджена у Київській області. Офіційно зареєстрована Міністерством юстиції України 8 червня 2012 року.

## Історія

### Участь у місцевих виборах 2015
Політична партія «Нові обличчя» вперше взяла участь у виборчих перегонах у 2015 році. Кандидати від «Нових облич» стали депутатами 9 міських, 7 районних і 6 селищних рад, а п’ятеро висуванців партії обрані міськими головами.
Кандидати від партії «Нові обличчя» обрані депутатами 9 міських рад: Боярської, Васильківської, Вишневої, Ірпінської, Бучанської, Переяслав-Хмельницької, Ржищівської, Фастівської міськради Київської області та Ізюмської міськради Харківської області.
Депутати від «Нових облич» обрані до 7 районних рад (Білоцерківської, Бородянської, Броварської, Вишгородської, Києво-Святошинської, Макарівської, Переяслав-Хмельницької) та 6 селищних рад (Бородянської, Ворзельської, Коцюбинської, Гостомельської, Макарівської, Ставищенської). Загалом депутатами місцевих рад обрано 117 висуванців «Нових облич».
Шість партійців стали міськими головами: Володимир Карплюк – мером Ірпеня, Михайло Нетяжук – мером Фастова; Олександр Зарубін – мером Боярки; Ілля Діков – мером Вишневого та Валерій Марченко – мером Ізюма на Харківщині.

### Участь у місцевих виборах 2020
За результатами місцевих виборів 2020 року партія «Нові обличчя» має свої фракції в Ірпінській міській раді (голова фракції Олександр Пащинський), Бучанській районні раді (голова фракції Дмитро Негреша), Бучанській міській раді (голова фракції Аркадій Кобринець), Вишневій міській раді (голова фракції Володимир Усаневич), Гостомельській селищній раді (голова фракції Ольга Смолянчук), Бородянській селищній раді (голова фракції Роман Дяченко) та Коцюбинській селищній раді (голова фракції Катерина Ющенко).
Партія “Нові Обличчя” також представлена секретарем Коцюбинської селищної ради Юлією Главацькою. Представники партії “Нові обличчя” Андрій Кравчук, Юлія Устич та Лідія Михальченко є заступниками Ірпінського міського голови, представник партії “Нові Обличчя” Дмитро Негреша є керуючий справами Ірпінської міської ради, представники партії “Нові Обличчя” Андрій Літвинов та Оксана Нечитайло є радниками Ірпінського міського голови.
Ірпінським міським головою від партії "Нові Обличчя" на виборах 2020 року обрано Олександра Маркушина.